# Wasyl Zołotarenko
Wasyl Nikiforowicz Zołotarenko (po nobilitacji Złotarzewski herbu Tępa Podkowa), ukr. Василь Нечипорович Золотаренко (ur. w Korsuniu, zm. 28 września 1663 w Borznie) – kozacki pułkownik niżyński. Brat Iwana Zołotarenki.

## Życiorys
W 1651 roku pod Podhorcami kijowskimi został pokonany w bitwie przez hetmana Marcina Kalinowskiego. 16 października 1658 był jednym z podpisujących unię hadziacką. W tym roku został nobilitowanym:

Uważaiąc dzieła rycerskie Wasila Złotarenka, rycerza z woyska Zaporoskiego, na instancyą Wielmożnego Hetmana tychże woysk Zaporoskich, do kłeynotu szlachectwa Polskiego przypuszczamy, y iuż od tego czasu Złotarzewskim zwać się będzie, y przywiley na to onemu wydany authoritate Seymu teraźnieyszego stwierdzamy.

W 1662 hetman nakaźny Jakym Somko, wbrew woli Moskwy i cara, przeprowadził swój wybór na hetmana zaporoskiego. W listopadzie tego roku car wydał gramotę, nakazująca Kozakom wybranie nowego hetmana, którym miał zostać hetman koszowy Iwan Brzuchowiecki. W rezultacie na radzie w Nieżynie 18 czerwca 1663 odbyła się tzw. "czarna rada", gdzie został wybrany nowy hetman, a jego przeciwnicy Jakym Somko i Wasyl Zołotarenko, zostali uwięzieni i 3 miesiące później straceni.

## Rodzina
Jego siostra Hanna była żoną hetmana Bohdana Chmielnickiego, a on sam był chrzestnym ich syna Jerzego.